# アンジェルジェ
アンジェルジェ（Ingelger,840年頃 - 888年頃）ラテン語でインゲルガリウス（Ingelgarius）は、9世紀末期のアンジェ副伯・オルレアン副伯である。
アンジェルジェの名は929年の勅許状で知られており、アンジュー伯フルク1世ル・ルー（赤毛伯）の父であることが記されている。
しかし、現存する文献からはそれ以上の情報は得られず、アンジェルジェに関する情報は12世紀より3世紀後に書かれたアンジュー伯の年代記『アンジュー家領事年表（Chronica de Gesta Consulum Andegavorum）』から得た情報である。
他、歴代アンジュー伯の功績を記した年代記『勇猛なるアンジュー伯年代記』は、1100年から1140年にかけて、アンジューの修道僧がアンジェルジェの子孫にあたるアンジュー伯フルク4世の依頼を受けて書き上げたものである。

## 生涯
アンジェルジェの父はガティネでセネシャルを務めていたテルチェル（テルトゥリオ）、母はアンジューの森の管理人であったトルカの娘ペトロニラ（ペトロニーユ）であった。ペトロニラは古ヴェルフ家のオセール伯・パリ伯コンラート1世とアデライード・ド・トゥールの息子ユーグ司教の親戚にあたる女性とされる。
877年には、アンジェルジェのラテン語綴りである「インゲルガリウス」という名のアウストラシア人の伯爵が『キエルジの叙事詩（英語版）』に引用されているが、アンジェルジェとは同名の別人であるとも考えられる。
西フランク王シャルル2世は、ガスティノワ伯未亡人の全財産をアンジェルジェに贈与することに同意した。
ガスティノワ伯未亡人が亡夫に対する殺人を告発した男を決闘で破った恩恵で、その数年後にシャルル2世よりアンジェとドゥサ=メーヌにあるアンジュー地方の臨時政府を与えられた。アンジェルジェはガスティノワ伯未亡人の勇気に感謝した。
シャルル2世の王子ルイ2世の治世下で、再びロワール川岸に押し寄せてきたノルマン人に対抗するため879年にアンジェルジェはアンジューのドサ=メーヌの世襲制の伯爵に任じられた。
彼はこの目的のために、ロベール豪胆公の公子で後継者であるアンジュー伯、オートル=メーヌ伯ウードと同盟を結んだ。
新しくアンジュー伯となったアンジェルジェがすぐに示した熱意と能力は評価され、君主ルイ2世は彼の指揮を拡大することを決定し、彼をトゥール知事（軍事守備）とオルレアン副伯に任命した 。
アンジェルジェは軍人としても、統治者として日々の積み重ねた実績と相まってその名声は高まった。当時ネウストリアで有力な一族のトゥール大司教レジノンとアンジェ大司教アダラールの2人の姪にあたるアダライス・ド・ビュザンセ（Aelendis,エレンディス）と結婚し、アンボワーズ、ビュザンセ（フランス語版）、シャティヨン（フランス語版）の豊かな土地を持参金として受領した。
アンジェルジェはこのようにして、西フランク王の臣下でもかなり裕福な人物となった。しかし、新興の一族の昇格はアンジェルジェの新しい家臣達から不満を抱かれ、アンジェルジェがノルマン人の攻撃を何度か撃退した後、アンジェルジェの権力に和解しただけであり善き君主として敬われたわけではなかった。
妻アダライスとの間に少なくとも一男をもうけている。
- フルク1世（942年没） - 史上初のアンジュー伯。

君主西フランク王ルイ2世崩御後のアンジェルジェの生涯については、ほとんど知られていない。
また、886年または887年のネウストリア侯とトゥール伯の勅許状により、すでにウードにトゥール副伯位が与えられているため、アンジェルジェはその地位を失ったとされる。
息子フルクは、 886年の法で明らかな参考人とされ、 898年の別の法で子爵に適格であるとされた。アンジェルジェは888年にセロンヌ（フランス語版）で死去し、トゥールのサン=マルタン教会（フランス語版）に埋葬された。彼の子孫はアンジェルジェ家と呼ばれている。